# Núria Moliner i Sabadell
Núria Moliner (Barcelona, 1991) és una cantant, compositora, arquitecta, investigadora, comissària d'exposicions, professora universitària i comunicadora catalana.
Des de la seva faceta d'arquitecta, Núria Moliner es dedica a la divulgació de la cultura arquitectònica i a la investigació sobre arquitectura, disseny i urbanisme amb perspectiva social i mediambiental. És presentadora i assessora de continguts del programa Escala Humana de La 2 de Televisió Espanyola (TVE), guardonat amb els premis COAS Arquitectura & Sociedad i Life Habitat. Col·labora al programa Punts de vista de TVE-Catalunya. Ha estat investigadora al Laboratori d'Innovació Tecnològica en Edificació Industrialitzada i Sostenible de la Universitat Internacional de Catalunya (UIC), i editora a Actar Publishers i a la plataforma internacional urbanNext.net. També és professora de teoria de l'arquitectura a l'Escola Tècnica Superior d'Arquitectura de Barcelona (ETSAB).
Ha estat comissària de festivals, congressos i exposicions. Així, ha comissariat la 'Biennal de Pensament', el Festival d'Arquitectures Model, el festival Dansa Metropolitana i el cicle Architecture Now! Ha participat com a ponent, assessora i presentadora en actes com els Premis Mies van der Rohe, BBConstrumat, els Premis FAD, el Concéntrico Festival Internacional d'Arquitectura, URBANBATfest o la Bienal Internacional d'Arquitectura d'Euskadi. Moliner dirigeix el seu propi equip de divulgació (Nuria Moliner Studio) i és cofundadora i directora de la productora audiovisual Prestalgia. Participa en festivals, congressos i esdeveniments culturals i escriu per a premsa i publicacions.
Pel que fa a la seva faceta musical, Núria Moliner, germana de la també artista i actriu Anna Moliner, és la líder i vocalista del grup "Intana" que l'any 2017 va crear juntament amb Guillem Callejón a la guitarra, Jordi Mestres al baix, i Ricard Parera a la bateria. Amb el seu primer disc, que duia el mateix nom del grup, ‘Intana’, van aconseguir fer-se un lloc a festivals com el 'Vida', el 'Primavera Sound' o el 'Mercat de Música Viva de Vic'. També ha actuat com a guitarrista i corista en els grups 'Delafé' i 'Las Flores azules'. Amb el grup Intana, el 2019 apareix el segon disc, ‘A plan for us’. I el 2022 el grup dona llum al seu tercer disc, ‘Planeta nou’.